# Hjalmar Karlsson
Pour les articles homonymes, voir Karlsson.
Hjalmar Karlsson est un skipper suédois né le 1er mars 1906 à Örebro et mort le 2 avril 1992 à Ekerö.

## Carrière
Hjalmar Karlsson obtient une médaille d'or olympique de voile en classe 5,5 mètres JI avec Lars Thörn et Sture Stork aux Jeux olympiques d'été de 1956 de Melbourne à bord du Rush V.

## Famille
Il est le père d'Arne Karlsson, vice-champion olympique de voile.